# Sandjordmyra
Sandjordmyra (Lasius psammophilus) är en myrart som beskrevs av Seifert 1992. Sandjordmyra ingår i släktet Lasius och familjen myror. Arten är reproducerande i Sverige. Inga underarter finns listade i Catalogue of Life.

## Bildgalleri

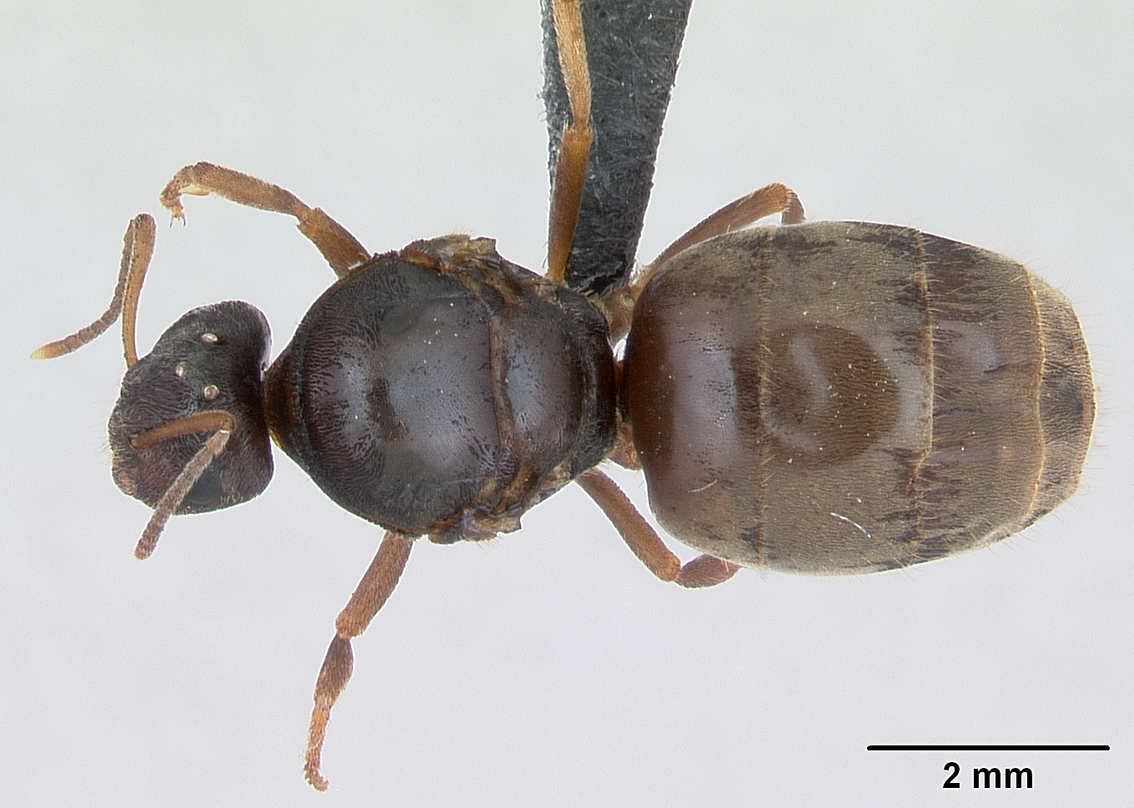
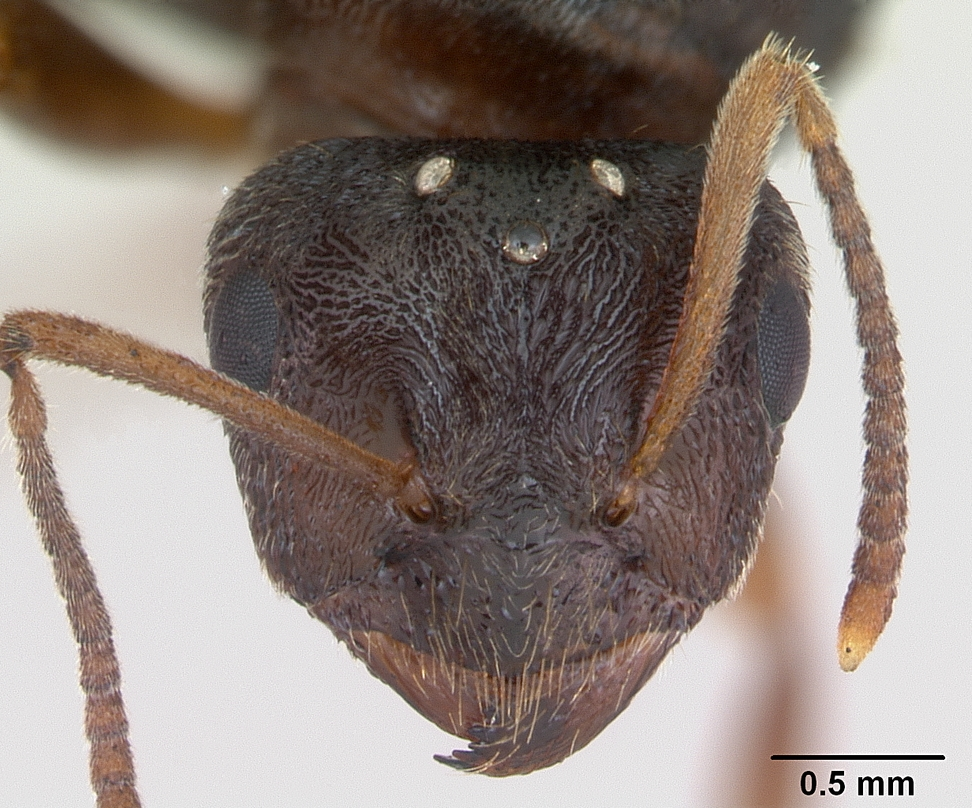
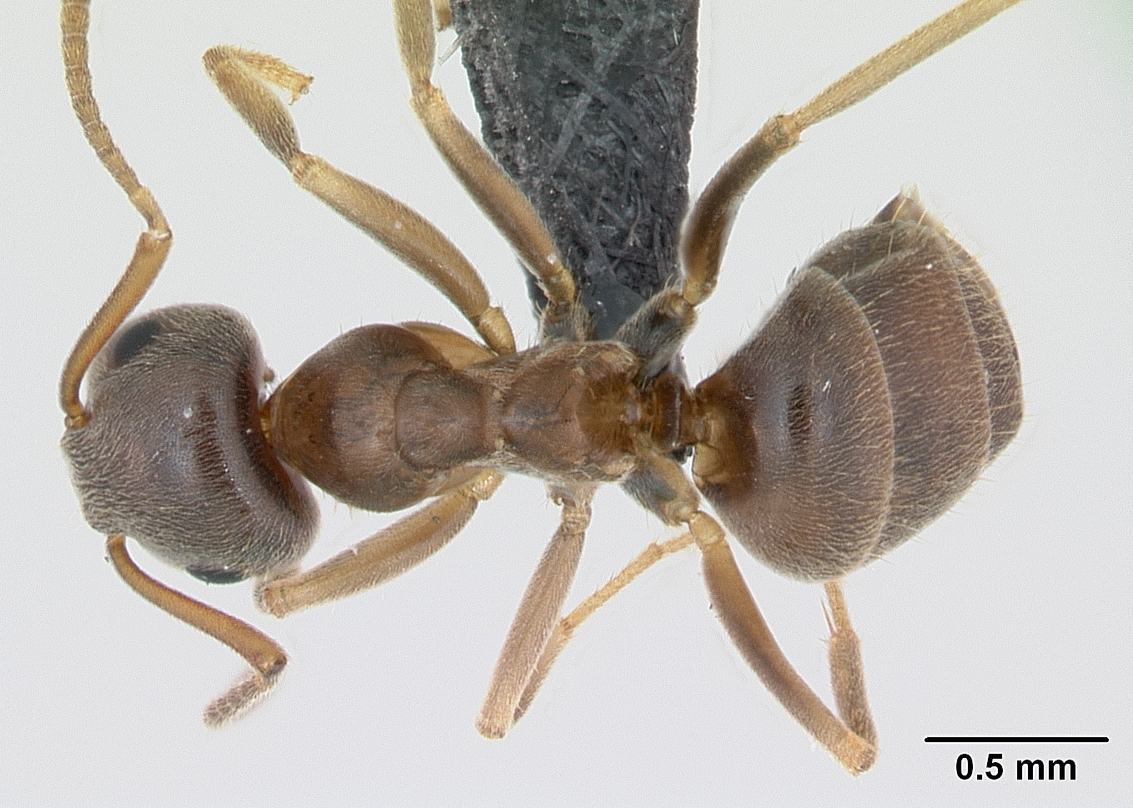
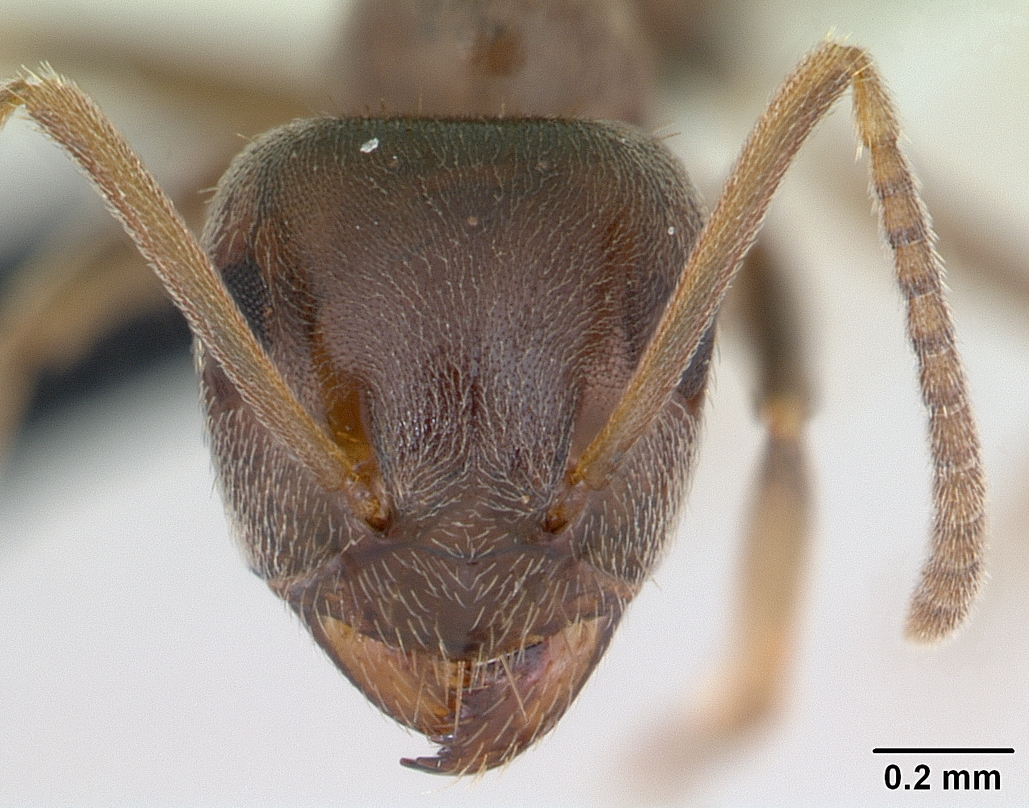